# کرسپ‌تاون (مریلند)
کرسپ‌تاون (به انگلیسی: Cresaptown) یک منطقهٔ مسکونی در ایالات متحده آمریکا است که در شهرستان الیگنی، مریلند واقع شده‌است. کرسپ‌تاون ۱۵٫۹ کیلومتر مربع مساحت و ۶٬۲۴۷ نفر جمعیت دارد و ۲۳۶٫۲۲ متر بالاتر از سطح دریا واقع شده‌است.